# شهرداری رادویچ
شهرداری رادویچ (به لاتین: Radoviš Municipality) یک منطقهٔ مسکونی در مقدونیه شمالی است که در مقدونیه شمالی واقع شده‌است. شهرداری رادویچ ۴۹۷٫۴۸ کیلومتر مربع مساحت و ۲۸٬۲۴۴ نفر جمعیت دارد.